# Cadmiumacetaat
Cadmiumacetaat is een anorganische verbinding van cadmium in oxidatietoestand +II, met als brutoformule Cd(CH3COO)2. De stof komt in watervrije toestand voor als toxische kleurloze kristallen, die zeer goed oplosbaar zijn in water. Cadmiumacetaat bestaat ook als dihydraat (Cd(CH3COO)2 · 2 H2O). Dit zijn witte kristallen met een iets lagere dichtheid (2,01 g/cm³) dan de watervrije verbinding.

## Synthese
Cadmiumacetaat kan worden bereid uit reactie van cadmiumoxide en azijnzuur:
{\displaystyle \mathrm {CdO\ +\ 2\ CH_{3}COOH\longrightarrow \ Cd(CH_{3}COO)_{2}\ +\ H_{2}O} }

## Toepassingen
Cadmiumacetaat wordt gebruikt bij het kleuren van textiel, in de keramiekindustrie om een glazuurlaag op aardewerk aan te brengen. In laboratoria is het een analytisch reagens voor zwavel, seleen en telluur.

## Toxicologie en veiligheid
De stof ontleedt bij verhitting met vorming van giftige dampen van cadmiumoxide.
De stof kan effecten hebben op de nieren, met als gevolg een verstoorde werking. Deze stof is kankerverwekkend voor de mens en is ondergebracht in IARC-klasse 1.